# André Félix
Pour les articles homonymes, voir Félix.
André Félix (1er novembre 1927 - 25 mars 2006 à Lausanne) était un artiste et industriel suisse. 
Fasciné par le métal, il le travaille dès son plus jeune âge. En 1960, il reprend l'entreprise de son père à son propre compte, spécialisée dans la construction métallique. Puis, dès 1980, après avoir déposé plus de 70 brevets, il se dirige progressivement vers la création artistique et utilise son savoir-faire pour produire toutes sortes d’œuvres en métal.

## Biographie
En 1942, après sa scolarité obligatoire, André Félix commence un apprentissage de serrurier dans l'atelier de son père. Cette première formation qui est suivie par une maîtrise fédérale en 1952, sera une alliée précieuse tout au long de son parcours professionnel mais également artistique.
Parallèlement à cet apprentissage, il suit les cours de l’École des Beaux-Arts de Lausanne (devenue l'École cantonale d'art de Lausanne) comme auditeur libre. En 1953, à l'âge de 26 ans, il prend la direction de l'atelier de serrurerie de son père Robert Félix à Lausanne. Sept ans plus tard, l'atelier de serrurerie devenu trop petit, André Félix crée l'usine A. Félix Constructions métalliques à Bussigny. En 1968, après avoir travaillé au Sénégal pour le président Senghor, il reçoit le titre honorifique de « Consul honoraire de la République du Sénégal ». En 1980, alors qu'André a 53 ans, l'entreprise devient une société anonyme sous le nom de Félix Constructions SA et Laurent, son fils, rejoint l'entreprise familiale, ce qui lui permet de se consacrer de plus en plus à la sculpture. Dès lors, il passera de plus en plus de temps à créer et produire des œuvres en métal et ceci occupera la majeure partie de son temps jusqu'à sa mort en mars 2006.

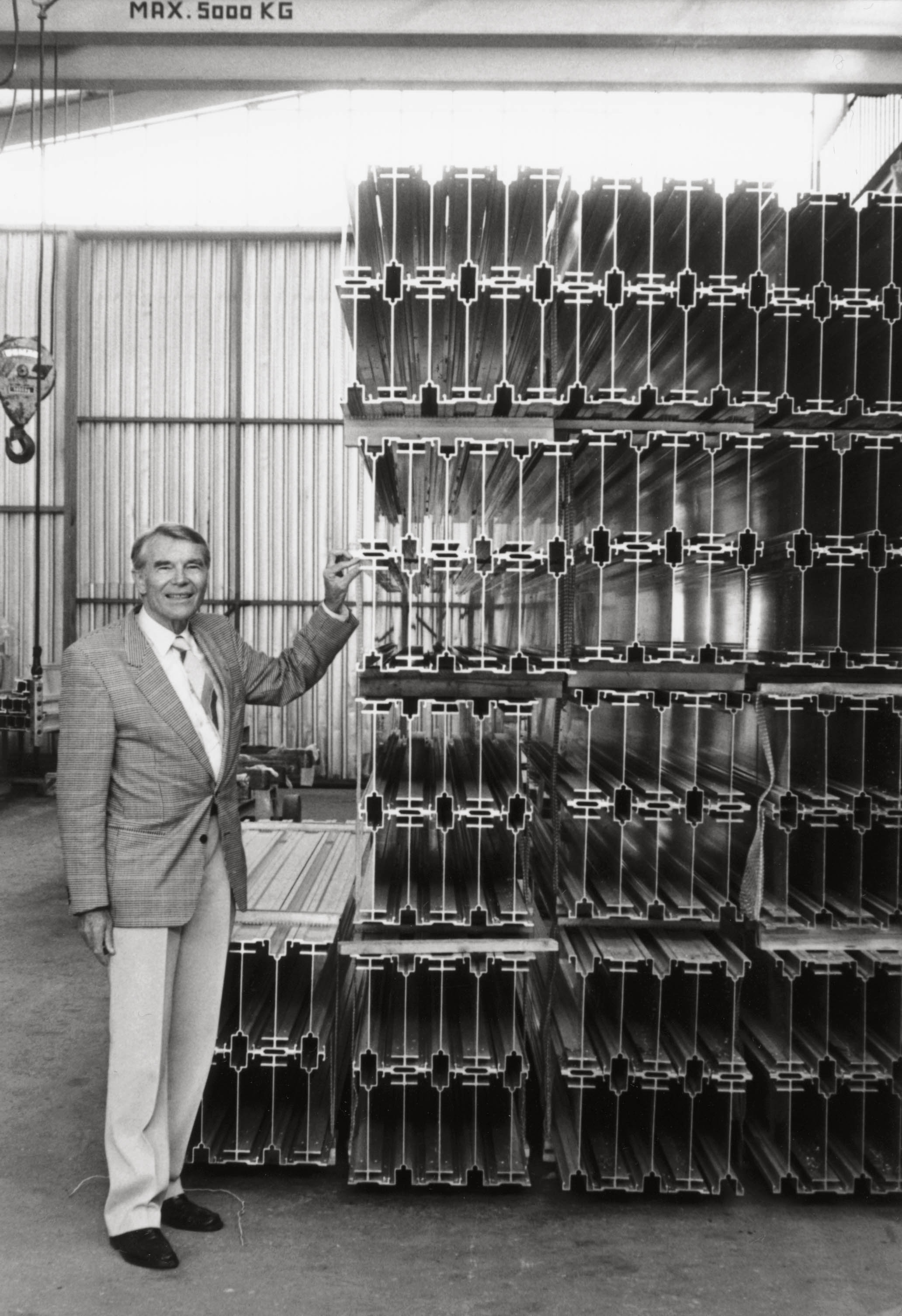
Dans son entreprise, à côté de profils développés sur mesure, en 1987.

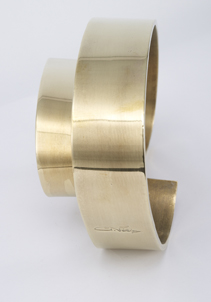
Praire, 1985. Laiton, 16 x 25 x 9 cm.

## Création
André Félix est avant tout un créateur. Très jeune, il apprend à dompter le métal, à le chauffer, à le tordre, à le couler et à lui imposer une forme. Pionnier de la menuiserie métallique, il s'empare de l'aluminium puis du verre pour en proposer un nouvel usage. Une série d'inventions a ponctué ses recherches, certaines brevetées ont révolutionné le domaine de la construction des fenêtres et des façades. Inventeur génial, il façonne une nouvelle porte contemporaine. Parois, fenêtres et charpentes, autant d'emblèmes et de figures repensées et redessinées par André Félix. Entre 1953 et 1980, il dépose une septantaine de brevets qui ont souvent été copiés. Par exemple, en 1964, il invente le premier profil à coupure thermique pour la construction de l'aéroport international de Genève, avec le souci premier de réaliser un profil acoustique qui ne transmet pas les vibrations. 
Durant sa vie professionnelle, il participe activement à plusieurs associations : la SIC (Société industrielle et commerciale) dont il a été le président. La FVE (Fédération vaudoise des entrepreneurs) dont il a été le président des serruriers. La CSFF (Centrale suisse des constructeurs de fenêtres et façades) dont il a été un des 6 membres fondateurs du comité (le seul romand).

## Parcours artistique

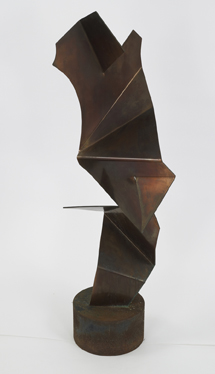
Torero, 1985. Vieux bronze, 120 x 18 x 25 cm.

André Félix a toujours été attiré par l'art. Tout au long de sa vie, il dessine, crée et sculpte. Mais ce n'est qu'après avoir fondé sa propre entreprise et élaboré de multiples inventions pour les projets de son entreprise qu'il consacre tout son temps à la création d’œuvres d'art.
Il commence par sculpter le métal. Il étire, tord et modèle le laiton, le cuivre, le bronze et l'acier en volutes de toutes tailles. Puis, à la fin des années 80, son œuvre évolue vers des assemblages géométriques notamment en verre et en aluminium thermopoudré mais aussi en papier. Au fil du temps, ses œuvres deviennent de plus en plus minimalistes. Son intention affirmée : « exprimer beaucoup avec peu », ou encore « toute ma vie, j'ai cherché à simplifier la construction dans les façades que nous élaborions ; simplifier mon art était comme une déformation professionnelle ». Il utilise essentiellement l'aluminium brossé ou thermopoudré comme principal support. À travers ces aplats métalliques, il représente des lignes qui évoluent en profil. Ainsi, réapparaît sa première passion sublimée en œuvre d'art. Très vite, ses sculptures sont exposées dans différents endroits et il réalise de nombreuses expositions collectives et personnelles :
- 1970 : Réalisation d'une sculpture exposée devant un immeuble à Roquebrune Cap Martin (Alpes-Maritimes, France).
- 1979 : Réalisation d’une sculpture pour le Musée suisse des transports dans la partie abritant le Musée Hans Erni à Lucerne.
- 1980 : Première exposition, à l’Octogone à Pully.
- 1984 : Exposition collective à Lausanne avec le peintre Dominko, à la Galerie Montchoisi. Réalisation d’une sculpture murale (L’accueil, hauteur 300 cm) devant l’entrée de l’Hôpital cantonal de Fribourg, offerte par le Club Artistique de Suisse Romande.
- 1985 : Exposition à la Galerie Henry Meyer, à Lausanne. Exposition Chant de géométrie ; 11 pièces monumentales lors de Sculpture dans la ville, à Lausanne. Exposition Chant de géométrie à la Galerie d’Arfi, à Denges.
- 1986 : Exposition à la Galerie Iynedjian, à Lausanne. Invité au salon « Art Contact » au Palais de Beaulieu, à Lausanne.
- 1988 : Exposition à la Galerie Cour Saint-Pierre à Genève. Exposition collective à Estavayer-le-Lac, Sculptures en liberté. Exécution d’une œuvre monumentale pour « Logement Idéal », à la Grangette à Lausanne, architecture de Fonso Boschetti.
- 1989 : 3e prix du concours pour Vernis Claessens, à Renens. 4e prix du concours pour Les Ateliers et Magasins de la Ville de Lausanne.
- 1990 : 2e prix du concours pour le Centre de la Police Cantonale.
- 1991 : Invitation à l’exposition collective en Angleterre à l’occasion du 700e anniversaire de la Confédération suisse avec J. Fröhlich, Paul Suter, Gillian White et André-Paul Zeller. Réalisation d'une sculpture pour l'Office des Vins Vaudois qui est devenue la récompense pour le « Jean-Louis ». Exposition à la Galerie Porfolio, à Lausanne.
- 1996 : Invitation à l’exposition collective à la Galerie Monserrat à Broadway, New York.
- 1996 - 2006 : Nouveaux projets de sculptures dont un grand nombre n’ont pas pu être réalisées en raison de sa maladie.